# Caterpillar D6
O Caterpillar D6 é um trator de esteiras de  porte médio montado e vendido no Brasil  pela empresa Caterpillar Inc.
A máquina vem cabinada de série e conta com ar condicionado.

## D6T EQUIPAMENTO PADRÃO

### TREM DE FORÇA
* Motor diesel C9
* Radiador, Chapa com Barras de Alumínio
* Filtro de ar, pré-purificador com ejetor de pó de tubo-stratta
* Filtro de ar com indicador eletrônico de manutenção
* Pós-arrefecedor, resfriado a ar (ATAAC)
* Líquido arrefecedor, vida útil prolongada
* Ventilador, soprador, transmissão direta
* Comandos finais, planetário de redução simples com três planetas
* Bomba de escorva do combustível, elétrica
* Silenciador, isolado com tubo em esquadria
* Freio de estacionamento, eletrônico
* Pré-filtro com tela
* Gerenciamento de mudanças: - Direcional e redução de marcha automáticos - Acelerador * controlado, com compensação de carga
* Auxílio de partida, éter, automático
* Divisor de torque
* Transmissão, Power Shift controlada eletronicamente, velocidades 3A/3R
* Turbocompressor, válvula de descarga do turbo
* Separador de água

### MATERIAL RODANTE
* SystemOne
* Roletes superiores
* Barra equalizadora, reforçada
* Protetores, guia na extremidade das esteiras
* Rodas-guias, pista central, com lubrificação permanente
* Roletes, esteira com lubrificação permanente
* Armações dos roletes da esteira, tubulares
* Ajustadores da esteira, hidráulicos
* Segmentos do aro da roda motriz, substituíveis

### SISTEMA ELÉTRICO
* Alarme, marcha à ré
* Alternador, 95 A, sem escova
* Baterias, duas sem necessidade de manutenção, 12 V (sistema de 24 V), reforçadas
* Conversor, 12 V, 10 A com duas tomadas
* Conector, diagnóstico
* Partida elétrica, 24 V
* Buzina, advertência de avanço

### COMPARTIMENTO DO OPERADOR
* Ar-condicionado, sob o capô
* Apoio de braço, ajustável
* Cabine, ROPS/FOPS, com supressão de ruídos
* Pedal do desacelerador
* Controle de direção diferencial com câmbio de toque
* Sistema de Monitoramento Eletrônico com temperatura do líquido arrefecedor, óleo do trem de força e fluido hidráulico, indicador de combustível, tacômetro, odômetro, indicador de marcha e funções de diagnóstico
* Suporte para pés, painel
* Aquecedor
* Horômetro, eletrônico
* Controles hidráulicos operados por piloto com interruptor de desativação eletrônica
* Espelho, retrovisor
* Instalação pronta para rádio
* Assento, suspensão de contorno ajustável
* Cinto de segurança, retrátil de 76 mm (3 pol)
* Interruptor do acelerador, eletrônico
* Limpadores do para-brisa, intermitentes

### OUTROS EQUIPAMENTOS PADRÃO
* Manual de Peças em CD-ROM
* Coberturas do motor, perfuradas
* Dispositivo para tração frontal
* Protetores, fundo articulado
* Capô, perfurado
* Hidráulica, bombas independentes de direção e de ferramenta de trabalho
* Hidráulica, detecção de carga, levantamento e inclinação da lâmina
* Arrefecedor de óleo, hidráulico
* Instalação para Product Link
* Portas do radiador, com venezianas, dobradiças e defletor do fluxo do ventilador
* Aberturas de amostra S·O·S (Scheduled Oil Sampling, Coleta Programada de Amostra de Óleo)
* Caixa de ferramentas
* Proteção contra vandalismo para compartimentos de fluidos e caixa da bateria

### Link do fabricante:
https://www.cat.com/pt_BR/products/new/equipment/dozers/medium-dozers/18331763.html